# AmeriKKKa’s Most Wanted
Az 1990-es AmeriKKKa’s Most Wanted Ice Cube debütáló nagylemeze. Azután jelent meg, miután elhagyta előző csapatát, az N.W.A.-t. Váratlan kritikai és kereskedelmi siker volt, az 1990-es évek hiphopjának egyik meghatározó albuma. Szerepel az 1001 lemez, amit hallanod kell, mielőtt meghalsz című könyvben.

## Az album dalai
|     | Cím                                           | Hossz |
| --- | --------------------------------------------- | ----- |
| 1.  | Better Off Dead                               | 1:03  |
| 2.  | The Nigga You Love to Hate                    | 3:13  |
| 3.  | AmeriKKKa's Most Wanted                       | 4:08  |
| 4.  | What They Hittin' Foe?                        | 1:22  |
| 5.  | You Can't Fade Me/JD's Gaffilin               | 5:12  |
| 6.  | Once Upon a Time in the Projects              | 3:41  |
| 7.  | Turn Off the Radio                            | 2:37  |
| 8.  | Endangered Species (Tales from the Darkside)  | 3:21  |
| 9.  | A Gangsta's Fairytale                         | 3:16  |
| 10. | I'm Only Out for One Thang                    | 2:10  |
| 11. | Get Off My Dick & Tell Yo' Bitch to Come Here | 0:56  |
| 12. | The Drive-By                                  | 1:01  |
| 13. | Rollin' wit' the Lench Mob                    | 3:43  |
| 14. | Who's the Mack?                               | 4:35  |
| 15. | It's a Man's World                            | 5:26  |
| 16. | The Bomb                                      | 3:25  |

## Közreműködők
- The Bomb Squad – producer
- Mario Castellanos – fényképek
- Chris Champion – hangmérnökasszisztens
- Chuck D. – előadó
- Da Lench Mob – háttérvokál, producer
- (Ex) Cat Heads – háttérvokál
- Flavor Flav – ének, előadó
- Ricky Harris – háttérvokál
- Al Hayes – basszusgitár, gitár
- Vincent Henry – fuvola, szaxofon
- Brian Holt – ének
- Kevin Hosmann – művészi vezető
- Ice Cube – ének, producer
- Jay Dee – háttérvokál
- Tim Rollins – zongora
- Eric Sadler – producer
- Nick Sansano – hangmérnök
- Shannon – háttérvokál
- Christopher Shaw – hangmérnök
- Keith Shocklee – scratching
- Sir Jinx – háttérvokál, producer
- Chilly Chill – háttérvokál, producer
- Howie Weinberg – mastering
- Dan Wood – háttérvokál, hangmérnök
- Yo-Yo – ének, előadó

## Fordítás
Ez a szócikk részben vagy egészben az AmeriKKKa's Most Wanted című angol Wikipédia-szócikk ezen változatának fordításán alapul.  Az eredeti cikk szerkesztőit annak laptörténete sorolja fel. Ez a jelzés csupán a megfogalmazás eredetét és a szerzői jogokat jelzi, nem szolgál a cikkben szereplő információk forrásmegjelöléseként.